# Aage L. Rytter
Aage Lindhardt Nielsen Rytter (17. december 1900 i Als, Himmerland – 12. februar 1961 i Gentofte) var en dansk erhvervsmand, politiker og handelsminister fra Det Konservative Folkeparti.
Rytter var søn af førstelærer J. Chr. N. Rytter og hustru Bodil Johanne f. Nielsen, blev student fra Odense Katedralskole 1920 og blev uddannet på Niels Brocks Handelsskole 1920-22 og i forskellige brancher 1922-28. Han var direktør for A/S Andersen & Meyer fra 1928, sekretær i Tobaksindustrien 1929, direktør for Cigar- og Tobaksfabrikanternes Forening af 20. Juni 1875 fra 1933 (formand fra 1946) og for samtlige organisationer under Tobaksindustrien 1934.
Samtidig var Rytter medlem af Industrirådet 1933-51 og fra 1954 og af sammes bestyrelse 1950-51. Han var formand for Industrirådet og Industriforeningen i 1951 og fra 1956.
I 1945 kom han i Folketinget, hvor han sad frem til 1947. Han var minister for handel, industri og søfart i Regeringen Erik Eriksen fra 13. september 1951 til 30. september 1953.
Efter at have været knyttet til tobaksindustrien skiftede han i 1951 spor og blev en del af direktionen for A/S De forenede Bryggerier. Han genindtrådte i direktionen 1953, blev adm. direktør 1960, men døde allerede året efter.
Rytter var Kommandør af Dannebrog, formand for Erhvervenes Skatteudvalg 1948-51, medlem af bestyrelsen for A/S Dampskibsselskabet af 1912 fra 1953, for Dampskibsselskabet Svendborg A/S og for A/S Chr. Augustinus Fabrikker fra 1954, for W. Langreuter's Eftf. A/S fra 1956 og for Brødr. Braun A/S fra 1957. Desuden medlem af bestyrelsen for Odenseaner-Samfundet 1936, formand for Christmas Møllers Mindefond samt medlem af bestyrelsen for A/S F.L. Smidth & Co.'s Jubilæumsfond.